# Cantonul Outreau
Cantonul Outreau este un canton din arondismentul Boulogne-sur-Mer, departamentul Pas-de-Calais, regiunea Nord-Pas-de-Calais, Franța.

## Comune
| Comune        | Populație (1999) | Cod poștal | Cod INSEE |
| ------------- | ---------------- | ---------- | --------- |
| Équihen-Plage | 2.934            | 62224      | 62300     |
| Outreau       | 15.222           | 62230      | 62643     |